# Ioannis Vilaras
Ioannis Vilaras (in greco Γιάνης Βηλαράς?; Giannina, 1771 – Tsepèlovo, 1823) è stato uno scrittore greco.
Medico di corte a Giannina, fu ottimo linguista, autore de La lingua greca moderna (Η ρομεηκη γλοσα, 1814) e di varie liriche.

## La proposta di riforma ortografica
Vilaras fu autore di una proposta di revisione dell'ortografia del greco demotico: la sua idea era di rinunciare alla scrittura derivata dal greco antico per adottarne una maggiormente fonetica e per evitare le moltiplicazioni di segni per indicare uno stesso suono che rendevano (e tutt'oggi rendono) ardua la scrittura della lingua greca a partire dal parlato.
La proposta di Vilaras risolveva alcuni problemi dell'ortografia greca:
- Il suono /i/ era rappresentato nell'ortografia tradizionale da un gran numero segni: le lettere ι η υ e i dittonghi ει οι υι. Vilaras propose di usare la sola lettera η (ita). La ι (iota) rimaneva per segnare il fonema /j/. Così φιλία, amicizia sarebbe divenuto φηλήα, ειρήνη pace sarebbe stato reso ηρήνη, l'isola di Cipro avrebbe avuto come nome non più Κύπρος ma Κήπρος, il plurale di σκύλος (cane) non sarebbe stato σκύλοι ma σκήλη; μυαλό(ν) (mente) sarebbe stato reso μιαλό(ν).
- Il suono /ε/ nella grafia tradizionale era sdoppiato nella lettera ε e nel dittongo αι, di cui Vilaras conservava solo il primo. Così ορέος avrebbe sostituito ὠραῖος (bello), πεδήα avrebbe sostituito παιδεῖα.
- La vocale /ɔ/ era tradizionalmente resa da o oppure da ω; Vilaras conservava solo o (omicron). Il nome della lingua greca sarebbe perciò stato non più Ἑλληνική γλῶσσα ma Εληνηκή γλόσα, o Ρομέηκα anziché Ρωμαίικα.
- La lettera υ (ypsilon), che come visto sopra aveva il suono /i/ (o /j/) se presa singolarmente, nei "dittonghi" (grafici) αυ ευ ηυ prendeva il suono /v/ se seguita da altra vocale o da consonante sonora, /f/ se seguita da consonante sorda. Vilaras proponeva di sostituirvi rispettivamente le lettere β e φ (vita e fi), che notavano normalmente quei suoni. Così ἐλευθερία, libertà, sarebbe stato scritto ελεφθερήα; αὖριο(ν), domani, sarebbe stato reso άβριο(ν); ναυάγιο(ν), naufragio, sarebbe stato scritto ναβάγιο(ν).
- Per il fonema /u/, notato tradizionalmente ου, Vilaras utilizzava la legatura tradizionale per questo digramma, ȣ. Così οὐρανός, cielo, sarebbe stato reso ȣρανός.

Si deduce da questo che due lettere erano divenute inutili: ω e υ (omega e ypsilon). La scelta di Vilaras di mantenere il digramma ου oppure di utilizzarne la tradizionale legatura Ȣ, anziché dare un nuovo significato ad una delle altre due, probabilmente deriva dalla volontà di Vilaras di non dare ambiguità e di fornire una grafia che un greco avrebbe letto senza dubbi: se, per esempio, avesse assegnato alla υ il suono /u/ (che era poi, secondo le ricostruzioni, il suo suono originario della lettera nell'alfabeto greco arcaico), un greco moderno leggendola sarebbe stato tentato di leggere /i/ come era stato abituato a fare. Conservò le lettere doppie ξ e ψ (in sé non necessarie, potendo essere sciolte in πσ e κσ). Propose di eliminare dalla scrittura le geminate pronunciate scempie (così γλόσα invece che γλώσσα).
La serie alfabetica di Vilaras, così, appariva:
Α α , Β β , Γ γ , Δ δ , Ε ε , Ζ ζ , Η η , Θ θ , Ι ι , Κ κ , Λ λ , Μ μ , Ν ν , Ξ ξ , Ο ο , Π π , Ρ ρ , Σ σ (ς) , Τ τ , Φ φ , Χ χ , Ψ ψ , Ȣ ȣ
La proposta di Vilaras non ebbe seguito. A tutt'oggi il neogreco è scritto con la grafia etimologica tradizionale.